# Solosuchiapa
Solosuchiapa è un comune del Messico, situato nello stato di Chiapas.